# Oligia mactata
Oligia mactata är en fjärilsart som beskrevs av Achille Guenée 1852. Oligia mactata ingår i släktet Oligia och familjen nattflyn. Inga underarter finns listade i Catalogue of Life.